# قائمة الأسر المصرية الحاكمة
تسرد هذه الصفحة مقالات حول سلالة حاكمة في مصر القديمة.
انظر أيضًا: قائمة الفراعنة - التسلسل الزمني لمصر - التسلسل الزمني التقليدي لمصر

## عصر ما قبل الأسرات
- فترة ما قبل الأسر في مصر

## عصر الأسر المصرية المبكرة
- الأسرة المصرية الأولى
- الأسرة المصرية الثانية

## الدولة القديمة
- أسرة مصرية ثالثة
- أسرة مصرية رابعة
- أسرة مصرية خامسة
- أسرة مصرية سادسة

## فترة مصرية انتقالية أولى
- أسرة مصرية سابعة
- أسرة مصرية ثامنة
- أسرة مصرية تاسعة
- أسرة مصرية عاشرة

## الدولة الوسطى
- أسرة مصرية حادية عشر
- أسرة مصرية ثانية عشر
- أسرة مصرية ثالثة عشر

## فترة مصرية انتقالية ثانية
- أسرة مصرية رابعة عشر
- أسرة مصرية خامسة عشر
- أسرة مصرية سادسة عشر
- أسرة مصرية سابعة عشر

## الدولة الحديثة
- أسرة مصرية ثامنة عشر
- أسرة مصرية تاسعة عشر
- أسرة مصرية عشرون

## فترة مصرية انتقالية ثالثة
- أسرة مصرية حادية وعشرون
  - كبار كهنة آمون في طيبة
- أسرة مصرية ثانية وعشرون
- أسرة مصرية ثالثة وعشرون
- الأسرة المصرية الرابعة والعشرون
- الأسرة المصرية الخامسة والعشرون

## الفترة المتأخرة
- أسرة مصرية سادسة وعشرون
- أسرة مصرية سابعة وعشرون
- أسرة مصرية ثامنة وعشرون
- أسرة مصرية تاسعة وعشرون
- أسرة مصرية ثلاثون
- أسرة مصرية حادية وثلاثون

## الفترة الإغريقية الرومانية
- بطالمة
- الإمبراطورية الرومانية